# Gerberoy
Pour les articles homonymes, voir Gerberoy (homonymie).

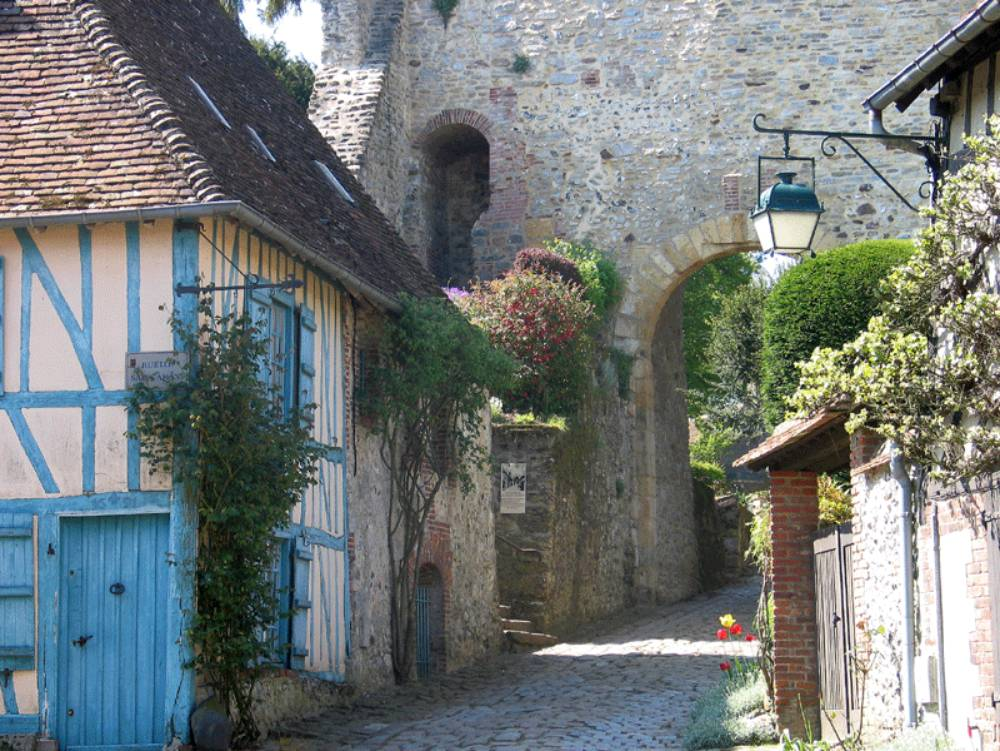
La rue du château et la Maison bleue.

Gerberoy est une commune française située dans le département de l'Oise en région Hauts-de-France. Elle est membre de l'association Les Plus Beaux Villages de France.

## Géographie
Gerberoy est une commune située à l'ouest du département  de l'Oise dans le Pays de Bray picard, région Hauts-de-France, près de Songeons. Son bourg chef-lieu est bâti sur une butte, à 83 km au nord de Paris et à 51 km au sud-ouest d'Amiens.
L'expression touristique « Oise normande » a été créée pour valoriser le patrimoine local, dont les maisons à colombages et son appartenance traditionnelle au pays de Bray picard évoquent la Normandie. Cependant, cette région n'en a historiquement jamais fait partie.
| Escames  | Songeons |                          |
| Buicourt | Gerberoy | Lachapelle-sous-Gerberoy |
|          | Wambez   |                          |

### Hydrographie

#### Réseau hydrographique
La commune est située dans le bassin Seine-Normandie. Elle est drainée par le ruisseau de Wambez et le Tahier,,.

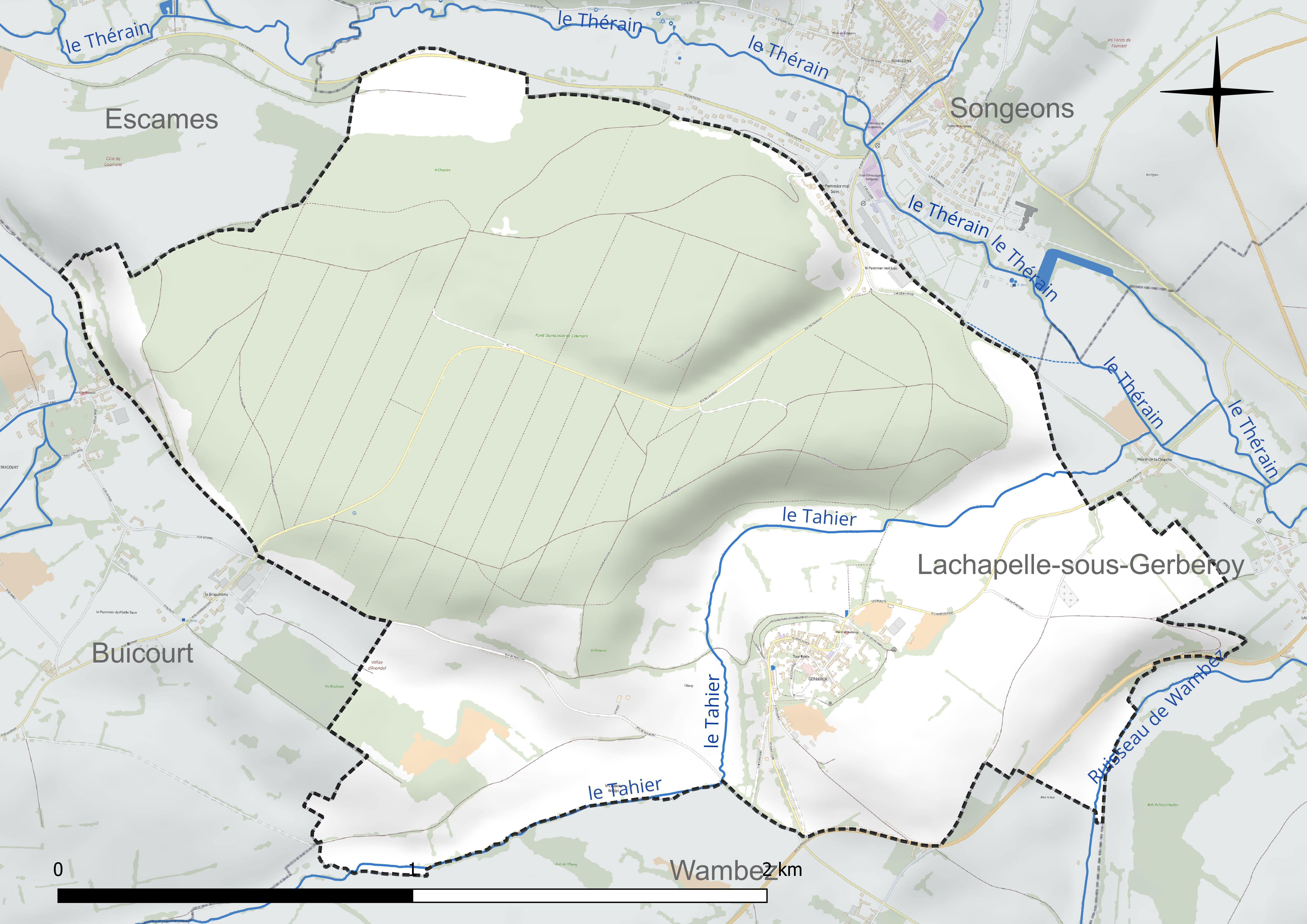
Réseau hydrographique de Gerberoy.

#### Gestion et qualité des eaux
Le territoire communal est couvert par le schéma d'aménagement et de gestion des eaux (SAGE) « Sensée ». Ce document de planification concerne un territoire de 1 219 km2 de superficie, délimité par le bassin versant du Thérain. Le périmètre a été arrêté le 27 janvier 2023 et le SAGE proprement dit est, en 2024, en cours d'élaboration. La structure porteuse de l'élaboration et de la mise en œuvre est le syndicat intercommunal de la Vallée du Thérain (SIVT). 
La qualité des cours d'eau peut être consultée sur un site dédié géré par les agences de l'eau et l'Agence française pour la biodiversité. 

### Climat
Pour des articles plus généraux, voir Climat des Hauts-de-France et Climat de l'Oise.
En 2010, le climat de la commune est de type climat océanique dégradé des plaines du Centre et du Nord, selon une étude du CNRS s'appuyant sur une série de données couvrant la période 1971-2000. En 2020, Météo-France publie une typologie des climats de la France métropolitaine dans laquelle la commune est exposée à un climat océanique et est dans la région climatique  Côtes de la Manche orientale, caractérisée par un faible ensoleillement (1 550 h/an) ; forte humidité de l'air (plus de 20 h/jour avec humidité relative > 80 % en hiver), vents forts fréquents. 
Pour la période 1971-2000, la température annuelle moyenne est de 10,1 °C, avec une amplitude thermique annuelle de 13,9 °C. Le cumul annuel moyen de précipitations est de 795 mm, avec 12,3 jours de précipitations en janvier et 8,4 jours en juillet. Pour la période 1991-2020, la température moyenne annuelle observée sur la station météorologique la plus proche, située sur la commune de Saint-Arnoult à 11 km à vol d'oiseau, est de 10,4 °C et le cumul annuel moyen de précipitations est de 797,2 mm,. Pour l'avenir, les paramètres climatiques de la commune estimés pour 2050 selon différents scénarios d'émission de gaz à effet de serre sont consultables sur un site dédié publié par Météo-France en novembre 2022.

## Urbanisme

### Typologie
Au 1er janvier 2024, Gerberoy est catégorisée commune rurale à habitat dispersé, selon la nouvelle grille communale de densité à sept niveaux définie par l'Insee en 2022.
Elle est située hors unité urbaine. Par ailleurs la commune fait partie de l'aire d'attraction de Beauvais, dont elle est une commune de la couronne,. Cette aire, qui regroupe 162 communes, est catégorisée dans les aires de 50 000 à moins de 200 000 habitants,.

### Occupation des sols
L'occupation des sols de la commune, telle qu'elle ressort de la base de données européenne d'occupation biophysique des sols Corine Land Cover (CLC), est marquée par l'importance des forêts et milieux semi-naturels (54,6 % en 2018), une proportion identique à celle de 1990 (54,6 %). La répartition détaillée en 2018 est la suivante : 
forêts (54,6 %), prairies (19,3 %), terres arables (15 %), zones agricoles hétérogènes (10,4 %), zones urbanisées (0,7 %). L'évolution de l'occupation des sols de la commune et de ses infrastructures peut être observée sur les différentes représentations cartographiques du territoire : la carte de Cassini (XVIIIe siècle), la carte d'état-major (1820-1866) et les cartes ou photos aériennes de l'IGN pour la période actuelle (1950 à aujourd'hui).

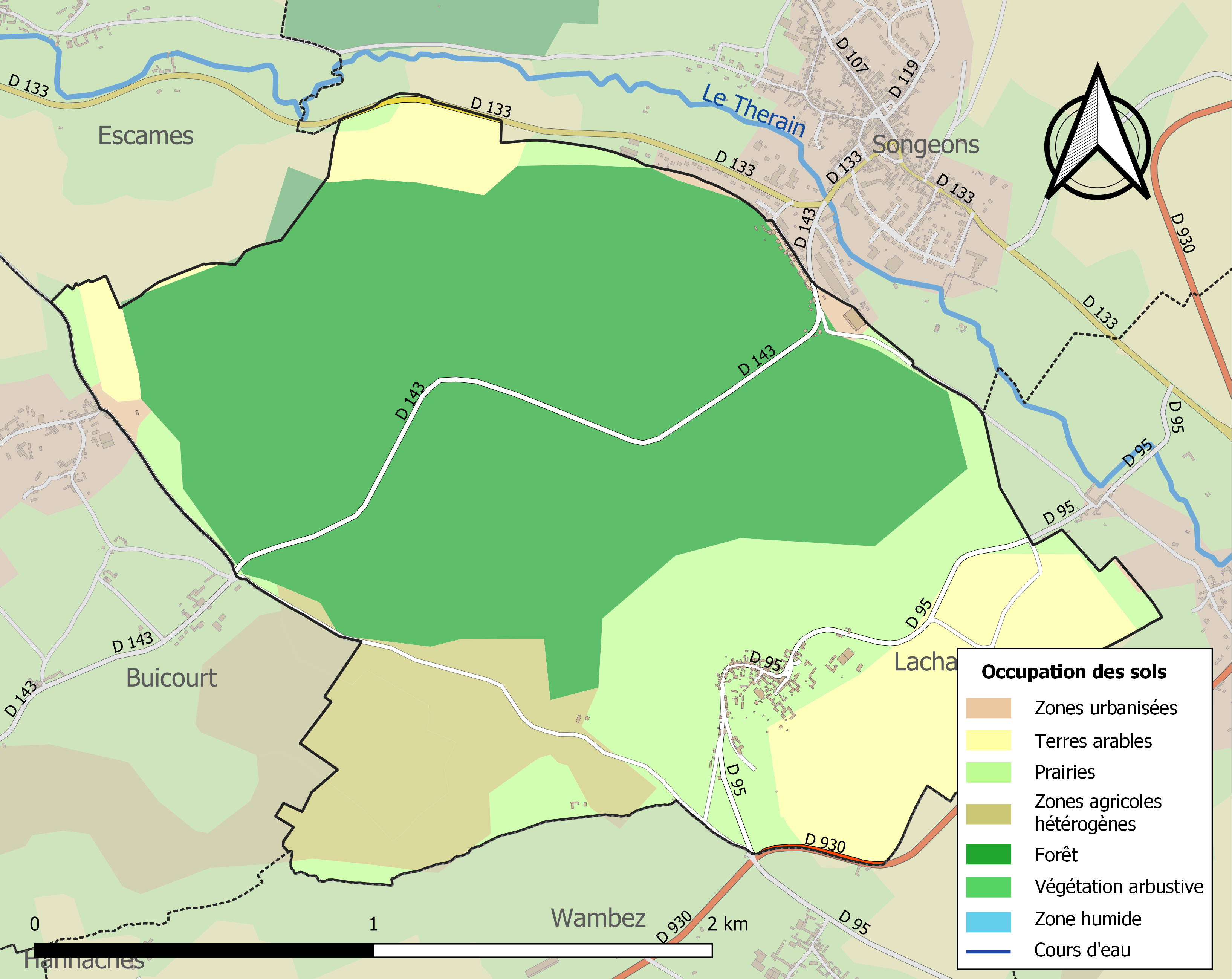
Carte des infrastructures et de l'occupation des sols de la commune en 2018 (CLC).

### Voies de communication et transports
La commune est desservie, en 2023, par les lignes 612 et 6104 du réseau interurbain de l'Oise.

## Toponymie

### Attestations anciennes
Le lieu est attesté sous les formes Gerberacum en 946 ; Gerberacum en 1010 ; Gerboredum en 1015 ; Girberei en 1077 (charte de l'abbaye de Marmoutiers) ; Gerborneth en 1079 (à lire peut-être * Gerborreth) ; [vice-domini] Gerboredi en 1138 (charte Sainte Marie de Briostel) ; de Gerboredo vers 1162 ; Gerberroi en 1165 - 1169 ; de Gerberoio en 1180 ; Gerberei en 1184 ; Gelberoi au XIIe siècle (Wace, Roman de Rou) ; Girberroi en 1203 (diplôme de Philippe-Auguste) ; Gerberay (sans date) ; Gerberoy (1454 - 1465).
En 1793, pendant la Révolution, la ville est, pendant un temps, renommée « Gerbe-la-Montagne ».
Ses habitants sont appelés les Gerboréens.

### Étymologie
L'origine de ce nom de lieu ne fait pas l'unanimité chez les toponymistes :
- Albert Dauzat et Charles Rostaing[16] contestent l'hypothèse d'un toponyme basé sur l'anthroponyme germanique Gairbert (= Gerbertus) + -acum. Ils proposent un possible latin garbarium « gerbier, tas de gerbe », suivi du suffixe collectif -etum.
- François de Beaurepaire y reconnaît le nom d'homme germanique Gerbold[23] suivi de l'élément celtique (gaulois) rito- « gué » (cf. gallois rhyd, vieux gallois rit « gué »). Cet appellatif s'est perpétué de manière plus tardive dans les actuels départements de la Seine-Maritime, de l'Oise et du Nord (voire ailleurs) : Longroy (homonymie avec le Gué-de-Longroi, qui est une formation tautologique où l'ajout de gué fait double emploi avec roi « gué », ce dernier terme étant devenu opaque), Val-du-Roy (jadis Waudenroy), Roy-Boissy (situé à une dizaine de kilomètres de Gerberoy sur la rivière du Petit Thérain), Miauroy et Maurois (jadis Mauroit) « mauvais gué », et en Basse-Normandie sous sa forme dialectale de l'Ouest rai, ray, ré : Rémalard (Remalast 1099) « gué mal situé » dans l'Orne, etc.
- Ernest Nègre propose le nom de personne germanique Gerwara, suivi du suffixe gallo-roman -acum d'origine gauloise[20].
- Maurice Lebègue va dans le même sens que F. de Beaurepaire : Gerbold + roy[24].

La première attestation a servi, ainsi que l'analogie avec les noms de la « gerbe » et du « roi »  (cf. l'appellation révolutionnaire et transitoire de Gerbe-la-Montagne), à établir les armoiries du village, représentant trois gerbes.
Le suffixe -acum est parfois confondu avec -etum dans les textes concernant d'autres villages : A. Dauzat rejette la terminaison -acum de la première attestation pour emprunter son -etum aux mentions suivantes. E. Nègre procède de manière inverse, il considère que le suffixe -acum qui explique la terminaison -ei est devenu -oi, par contamination des formes en -oi d'autres toponymes, issues de -etum.
- Remarques : le suffixe -etum, en réalité gallo-roman -ETU, est un suffixe à valeur collective qui sert le plus souvent à désigner un « ensemble d'arbres appartenant à la même espèce ». Il a abouti généralement à -ey ou -ay en français de l'Ouest (plus rarement -et), d'où par exemple le Chesnay « la chênaie ». En picard, il a donné -oy, d'où par exemple le Quesnoy « la chênaie ». Il est noté -edum dans la seconde forme la plus ancienne, par lénition de la consonne [t], caractéristique de la langue d'oïl (la désinence -um correspondant évidemment à une latinisation de la forme romane[25]). Localement gerbe se dit guerbe, Gerberoy se situant nettement au nord de la ligne Joret.

La nature du premier élément est, elle aussi, discutée. Pour proposer garbarium, A. Dauzat rejette implicitement toutes les formes anciennes en Gerbor-, pour ne prendre en compte que les formes en Gerber-, car théoriquement garbarium ne peut pas avoir abouti à Gerbor-. Par contre, le nom de personne germanique Gerwara proposé par E. Nègre s'accommode à la fois des Gerber- et des Gerbor-. Selon une tradition chez les toponymistes, c'est quasi-obligatoirement un anthroponyme qui est composé avec -acum « lieu de, propriété de ».

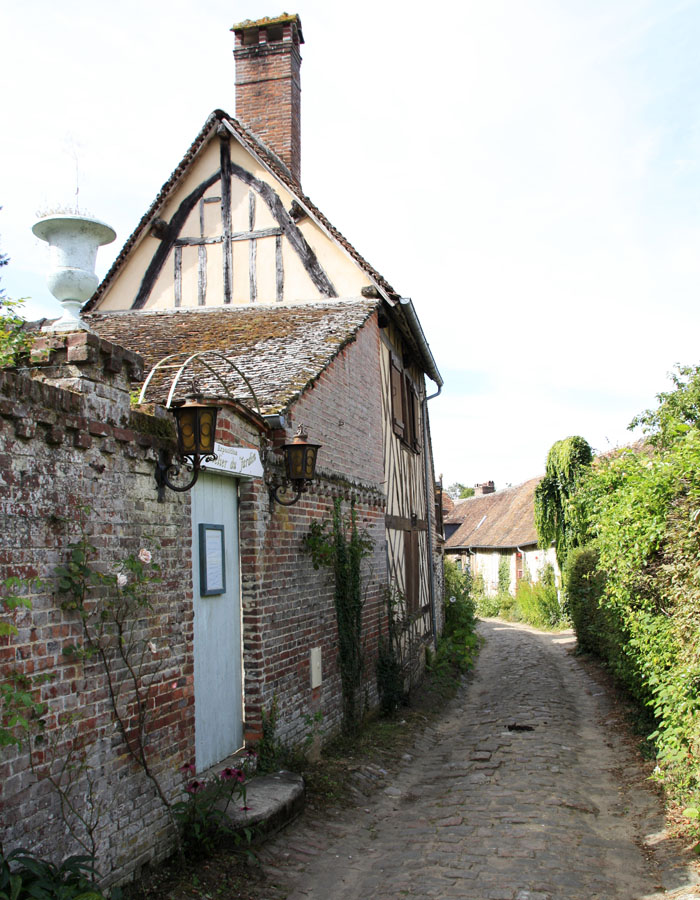

Seul François de Beaurepaire propose une solution toute différente : il suppose qu'il s'agit de deux mots juxtaposés, selon le mode de composition toponymique déterminant + déterminé (par exemple * Henrycamp « le champ d'Henry ». Il la nomme formule A) et qu'il considère comme résultant de l'influence germanique, la tendance romane étant inverse, c'est-à-dire déterminé + déterminant (ex : * Champhenry. Formule B). C'est la formule A qui prédomine nettement dans la toponymie picarde du haut Moyen Âge. Ainsi trouve-t-on à côté de Gerberoy, le toponyme Wambez, d'origine francique, caractéristique de ce mode de composition.
Cet auteur ne tient pas compte de la première forme ancienne Gerberacum qui contredit entièrement son explication et il postule, pour expliquer le premier élément, l'existence d'une finale -old  qui se serait réduite à -o : Gerbold- > Gerbo-, or rien ne prouve que ce soit le cas, car il n'existe aucune trace du groupe -ld- dans les mentions anciennes. On doit simplement supposer un hypothétique amuïssement de [d] et une assimilation du [l] à [r]. L'argumentation repose principalement, outre les exemples en -roi ci-dessus, sur l'existence des deux toponymes Val-du-Roy (Waldonreium vers 1210, Waudenroy en 1248) et Ressenroy (Hersenroi en 1340) situés à peu de distance, dans le pays de Bray normand et dont l'étymologie est plus sûre. En effet, on identifie clairement les deux éléments, nom de personne + -roy, dans ces deux exemples. Le premier élément est très vraisemblablement un nom de personne germanique, Waldo dans Waudenroy et Hersendis dans Ressenroy. De plus, ils se trouvent tous deux à l'emplacement probable d'un gué.
Par contre, ici, le terme rito- « gué » s'applique plutôt de manière paradoxale à ce village situé sur une colline. Cependant, il a pu glisser du sens de « gué », à celui de « château contrôlant un gué », ce qui va d'ailleurs dans le sens de son association avec un nom de personne (propriétaire ou seigneur). Il est aussi possible que tout ou partie du village ait été déplacé de la vallée vers les hauteurs dans des circonstances historiques à déterminer (crue du Thérain, guerre, etc.). On aura, bien sûr, conservé le nom.

## Histoire
En 885, Foulques, premier seigneur de Gerberoy, vassal du comte de Beauvais, construit le premier château fort en pierre, pour remplacer un donjon en bois sur motte.
En 912, avec le traité de Saint-Clair-sur-Epte, la forteresse, située à la frontière normande, devient une place stratégique que Normands et Français, puis Anglais et Français se disputeront du XIe au XVIe siècle.
Fin janvier ou début février 1079, Guillaume le Conquérant affronte, près de Gerberoy, son fils Robert Courteheuse, allié au roi de France Philippe Ier. Cette bataille voit la défaite du roi d'Angleterre, qui est même blessé au cours des affrontements,.
En octobre 1160, Henri d'Angleterre assiège et prend Gerberoy, et détruit les fortifications.
En 1190, avant de partir en Croisade, Philippe Auguste, prend une ordonnance pour remonter et fermer les villes afin qu'elles soient hors de prise pendant son absence, ce qui fut exécuté partiellement à Beauvais et Gerberoy. En 1197, Jean sans Terre assiège Gerberoy. A la tête d'une troupe de secours, Philippe de Dreux accompagné de son archidiacre et de Guillaume de Mello sont battus et fait prisonniers lors d'un combat sanglant près de Milly, le 19 mai.
En 1435, Gerberoy est le lieu d'une bataille de la guerre de Cent Ans. Un val qui fait face à Gerberoy, s'appelle depuis le Val d'Arondel, du nom du comte d'Arundel, seigneur anglais qui y fut défait par les troupes françaises. Bien que la ville, avant et après, ait été le théâtre de nombreux autres faits de guerre, cette bataille est restée la plus célèbre dans la mémoire locale.
En juillet 1472, après avoir levé le siège de Beauvais, Charles le Téméraire campe près de Sarcus, et brûle au passage Songeons et Gerberoy.
Gerberoy est pillée et ruinée à plusieurs reprises durant les guerres de Religion, puis ses murailles sont démantelées et la ville cesse définitivement d'être une place forte.
En 1679, une Histoire du château et de la ville de Gerberoy, du chanoine Jean Pillet, est publiée ; c'est la principale source d'informations historiques sur Gerberoy du Moyen Âge au XVIIe siècle.

## Politique et administration

### Intercommunalité
La commune fait partie de la communauté de communes de la Picardie Verte, un établissement public de coopération intercommunale (EPCI) à fiscalité propre.

### Liste des maires
| Période                                  | Période                   | Identité         | Étiquette | Qualité                                                               |
| ---------------------------------------- | ------------------------- | ---------------- | --------- | --------------------------------------------------------------------- |
| Les données manquantes sont à compléter. |                           |                  |           |                                                                       |
| mars 1973                                | mars 2001                 | Louis Vallois    |           |                                                                       |
| mars 2001                                | mars 2008                 | Marina Rophé     |           |                                                                       |
| mars 2008                                | mars 2014                 | Yvette Autricque |           | Directrice générale de la Chambre d'agriculture de l'Oise ( ? → 2016) |
| mars 2014                                | En cours (au 28 mai 2020) | Pierre Chavonnet |           | Cadre du secteur privé Maire réélu pour le mandat 2020-2026           |

## Population et société

### Démographie

#### Évolution démographique
L'évolution du nombre d'habitants est connue à travers les recensements de la population effectués dans la commune depuis 1793. Pour les communes de moins de 10 000 habitants, une enquête de recensement portant sur toute la population est réalisée tous les cinq ans, les populations de référence des années intermédiaires étant quant à elles estimées par interpolation ou extrapolation. Pour la commune, le premier recensement exhaustif entrant dans le cadre du nouveau dispositif a été réalisé en 2004.

En 2022, la commune comptait 86 habitants, en évolution de −7,53 % par rapport à 2016 (Oise : +0,87 %, France hors Mayotte : +2,11 %).
| 1793 | 1800 | 1806 | 1821 | 1831 | 1836 | 1841 | 1846 | 1851 |
| ---- | ---- | ---- | ---- | ---- | ---- | ---- | ---- | ---- |
| 296  | 313  | 293  | 271  | 282  | 291  | 298  | 336  | 342  |

| 1856 | 1861 | 1866 | 1872 | 1876 | 1881 | 1886 | 1891 | 1896 |
| ---- | ---- | ---- | ---- | ---- | ---- | ---- | ---- | ---- |
| 315  | 312  | 316  | 301  | 275  | 265  | 269  | 248  | 265  |

| 1901 | 1906 | 1911 | 1921 | 1926 | 1931 | 1936 | 1946 | 1954 |
| ---- | ---- | ---- | ---- | ---- | ---- | ---- | ---- | ---- |
| 256  | 225  | 192  | 166  | 157  | 116  | 113  | 136  | 122  |

| 1962 | 1968 | 1975 | 1982 | 1990 | 1999 | 2004 | 2006 | 2009 |
| ---- | ---- | ---- | ---- | ---- | ---- | ---- | ---- | ---- |
| 133  | 113  | 108  | 108  | 136  | 111  | 102  | 95   | 90   |

| 2014 | 2019 | 2022 | - | - | - | - | - | - |
| ---- | ---- | ---- | - | - | - | - | - | - |
| 91   | 85   | 86   | - | - | - | - | - | - |

#### Pyramide des âges
La population de la commune est relativement âgée.
En 2018, le taux de personnes d'un âge inférieur à 30 ans s'élève à 24,7 %, soit en dessous de la moyenne départementale (37,3 %). À l'inverse, le taux de personnes d'âge supérieur à 60 ans est de 38,8 % la même année, alors qu'il est de 22,8 % au niveau départemental.
En 2018, la commune comptait 45 hommes pour 43 femmes, soit un taux de 51,14 % d'hommes, largement supérieur au taux départemental (48,89 %).
Les pyramides des âges de la commune et du département s'établissent comme suit.
| Hommes | Classe d’âge | Femmes |
| ------ | ------------ | ------ |
| 4,7    | 90 ou +      | 2,4    |
| 11,6   | 75-89 ans    | 9,5    |
| 23,3   | 60-74 ans    | 26,2   |
| 20,9   | 45-59 ans    | 31,0   |
| 11,6   | 30-44 ans    | 9,5    |
| 11,6   | 15-29 ans    | 9,5    |
| 16,3   | 0-14 ans     | 11,9   |

| Hommes | Classe d’âge | Femmes |
| ------ | ------------ | ------ |
| 0,5    | 90 ou +      | 1,4    |
| 5,5    | 75-89 ans    | 7,6    |
| 15,6   | 60-74 ans    | 16,3   |
| 20,8   | 45-59 ans    | 20     |
| 19,4   | 30-44 ans    | 19,4   |
| 17,6   | 15-29 ans    | 16,2   |
| 20,6   | 0-14 ans     | 19,1   |

### Manifestations culturelles et festivités
- La fête des Roses, initiée par le peintre Henri Le Sidaner, est traditionnellement organisée le 1er dimanche de juin.
- Depuis 2007, un festival de musique est organisé annuellement le premier ou le second week-end de juin. Il s'agit des Moments musicaux de Gerberoy. Les concerts prennent place principalement dans la collégiale Saint-Pierre, renommée pour sa précieuse acoustique. Le violoniste Nicolas Dautricourt est le directeur artistique du festival et il y a déjà invité des artistes tels que Cédric Tiberghien, Gary Hoffman, le quatuor Talich, European Camerata, Giovanni Bellucci…
- Depuis 2008, au mois de mai, une fête médiévale annuelle commémore la bataille du 9 mai 1435.

## Culture locale et patrimoine

### Lieux et monuments

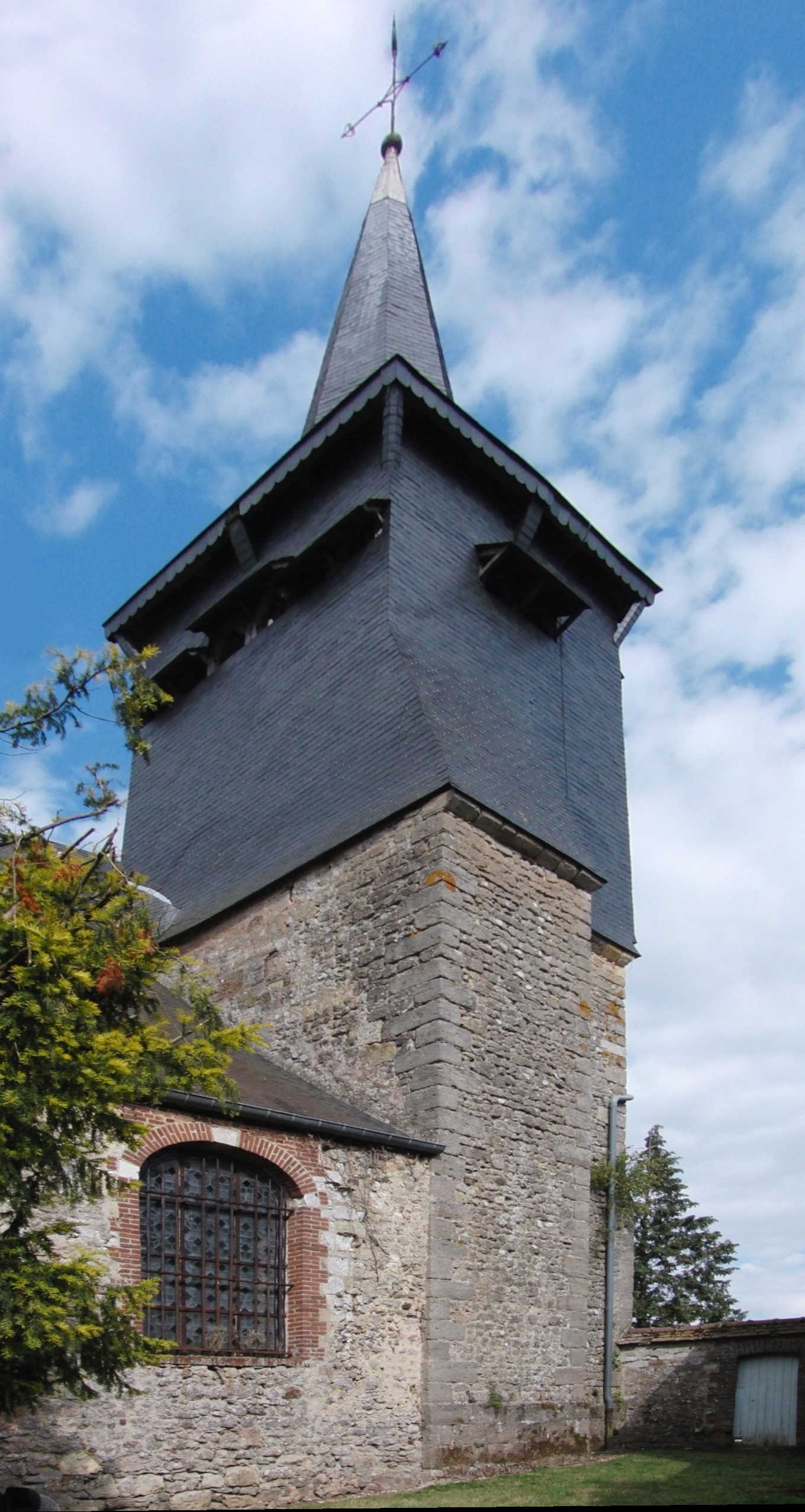
Collégiale Saint-Pierre, Gerberoy.

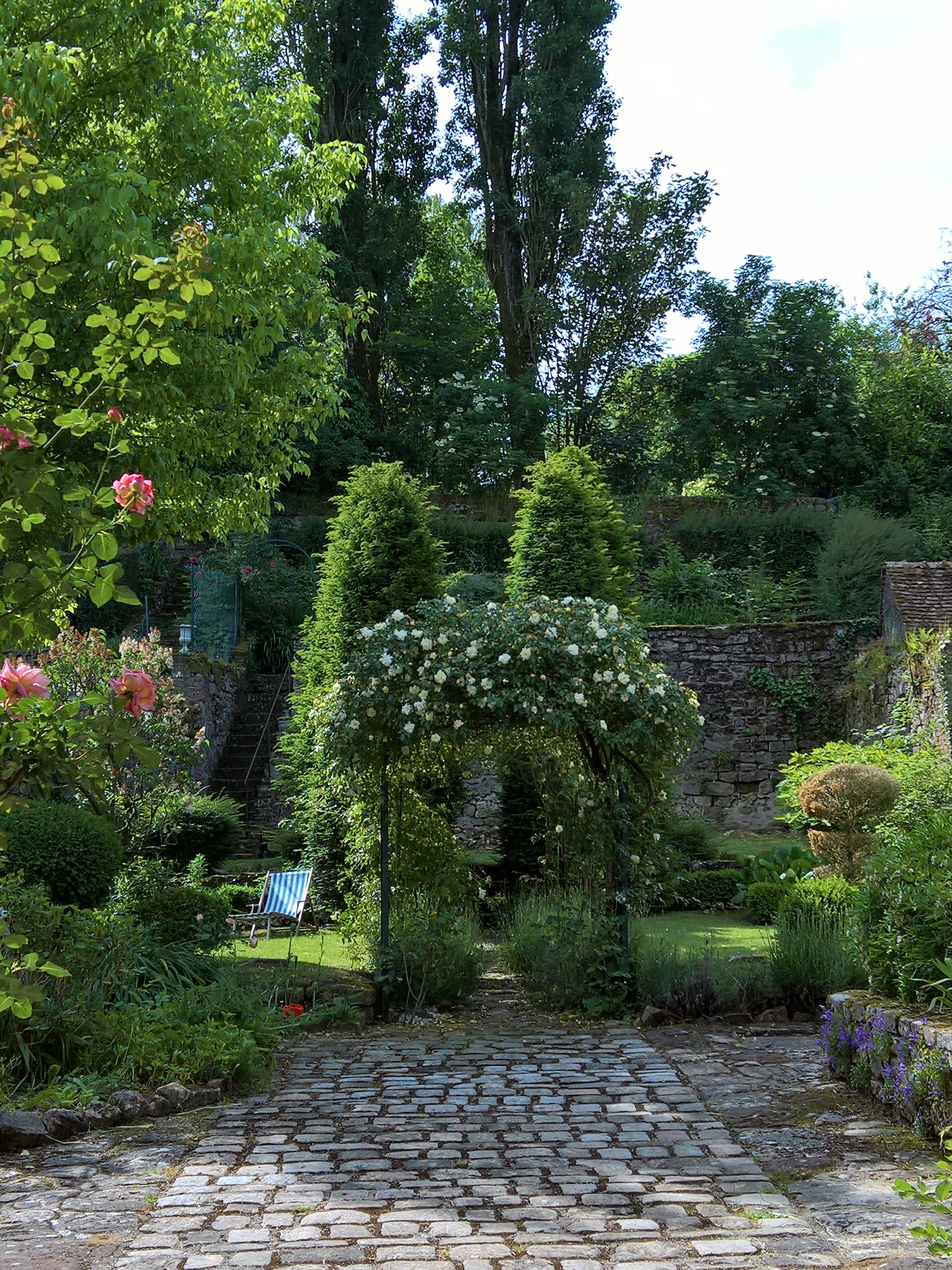
Jardin des Ifs.

Gerberoy compte trois monuments historiques sur son territoire :
- Collégiale Saint-Pierre (inscrite monument historique par arrêté du 3 avril 1984[40]) : elle date du XIe siècle et a été reconstruite au XVe siècle. dans la nef, plusieurs tapisseries de Beauvais[41] ;
- Ferme de Vidame (inscrite monument historique par arrêté du 1er avril 1986[42]) ;
- Ancien moulin (inscrit monument historique par arrêté du 6 octobre 1986[43]).

On peut également signaler :
- Halle-hôtel de ville du XVIIIe siècle ;
- Musée communal[44];
- Jardins Henri-Le Sidaner[45] labellisés "Jardin remarquable" depuis 2013[réf. nécessaire]

Ouverts au public depuis 2009, accessible d'avril à octobre.
Depuis 2009, les jardins Henri-Le Sidaner organisent la fête des Plantes le deuxième week-end de septembre et lors des journées européennes du patrimoine.
- Jardin des ifs : ouvert au public en 2016, accessible de mai à fin septembre.

Installé en terrasse, largement ouvert sur l'horizon, symétrique et orné de topiaires, le jardin est caractéristique du style classique prôné par Olivier de Serres (1539-1619) - très estimé d'Henri IV pour son Théatre de l'agriculture et Mesnage des Champs -,  qui fut le précurseur d'André Le Nôtre (1613-1700), jardinier de Louis XIV.
Composé d'ifs et de buis taillés, ce jardin pluricentenaire est probablement antérieur à la maison actuelle qui date du début du XVIIIe siècle. Vert et graphique toute l'année, le jardin surprend par son décor d'ifs géants, aux formes et volumes curieux et impressionnants. Ils composent le mobilier symétriquement disposé d'un « salon de verdure » pour la conversation et la réflexion parmi les fleurs : viburnum tinus, rosiers tels que « château de Bertangles », « Covent Garden », « Jules Verne », « Christopher Marlowe », ainsi que des hydrangeas variés « Limelight », « Magical Jade », « White Dazzler ».
Le Jardin des ifs a obtenu le prix EBTS France (European Boxwood and Topiary Society) « Topiaire 2018 ».
- Les vignes du Clos Gerberoy.

Le Clos Gerberoy est une association loi de 1901, fondée en 2004 à l'initiative de Jean-Pierre et Danièle His, ancien président de la République de Montmartre avec Étienne Le Sidaner, petit-fils du peintre Henri Le Sidaner, et Louis Vallois, maire honoraire de Gerberoy, qui rassemble une centaine d'autres membres, tous passionnés par ce projet unique et si original en Picardie, « La naissance d'un vignoble ». Cette association vineuse, fraternelle et caritative a pour but la création et la promotion du “ Clos Gerberoy ”. Aider des associations caritatives œuvrant notamment en direction des enfants et d'aider à la sauvegarde du patrimoine de Gerberoy[réf. nécessaire].
- Gerberoy est connue pour son architecture et son remarquable fleurissement, principalement de roses, qui lui valent d'être classé parmi les plus beaux villages de France.

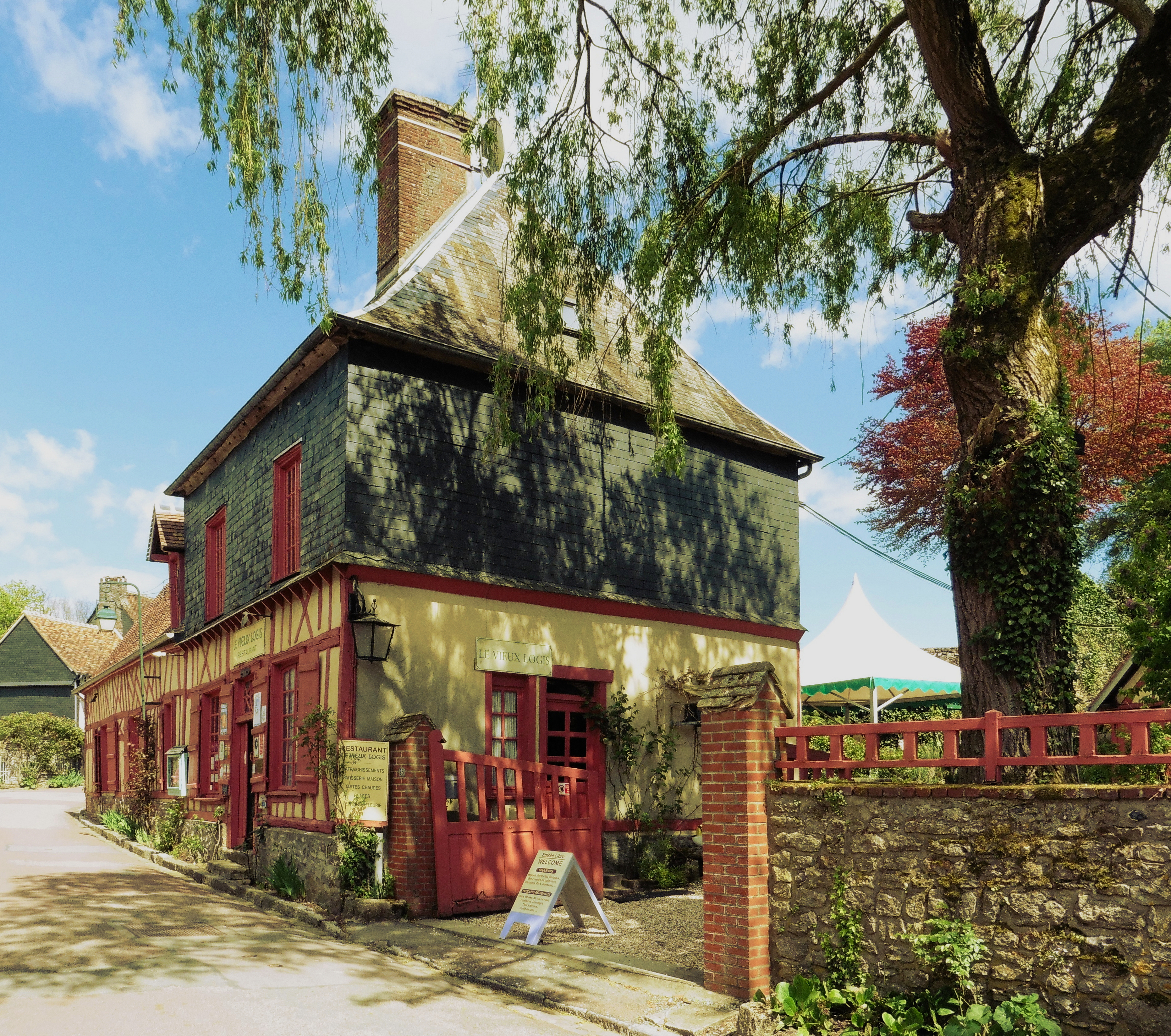
Le vieux logis.
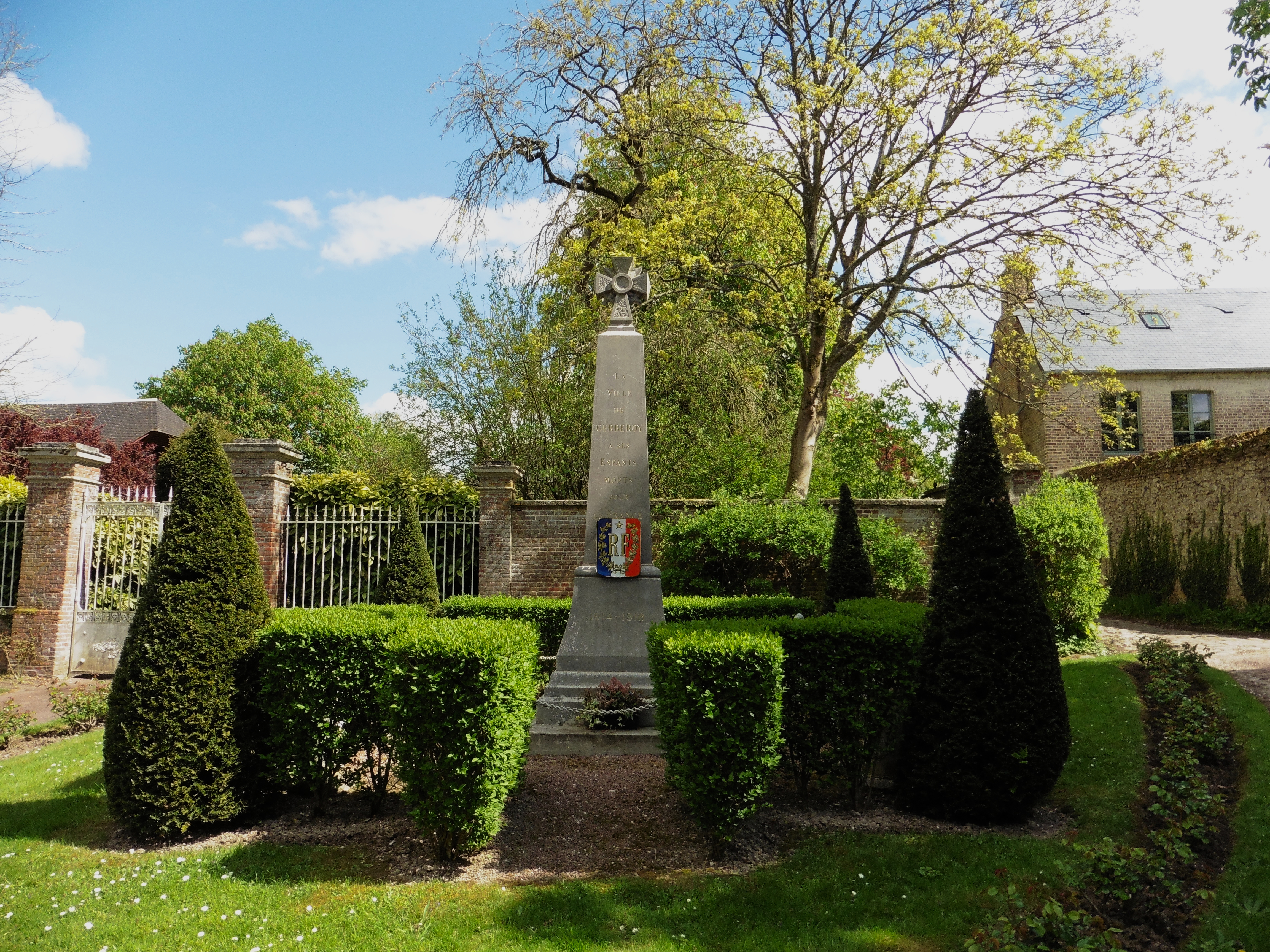
Le monument aux morts.
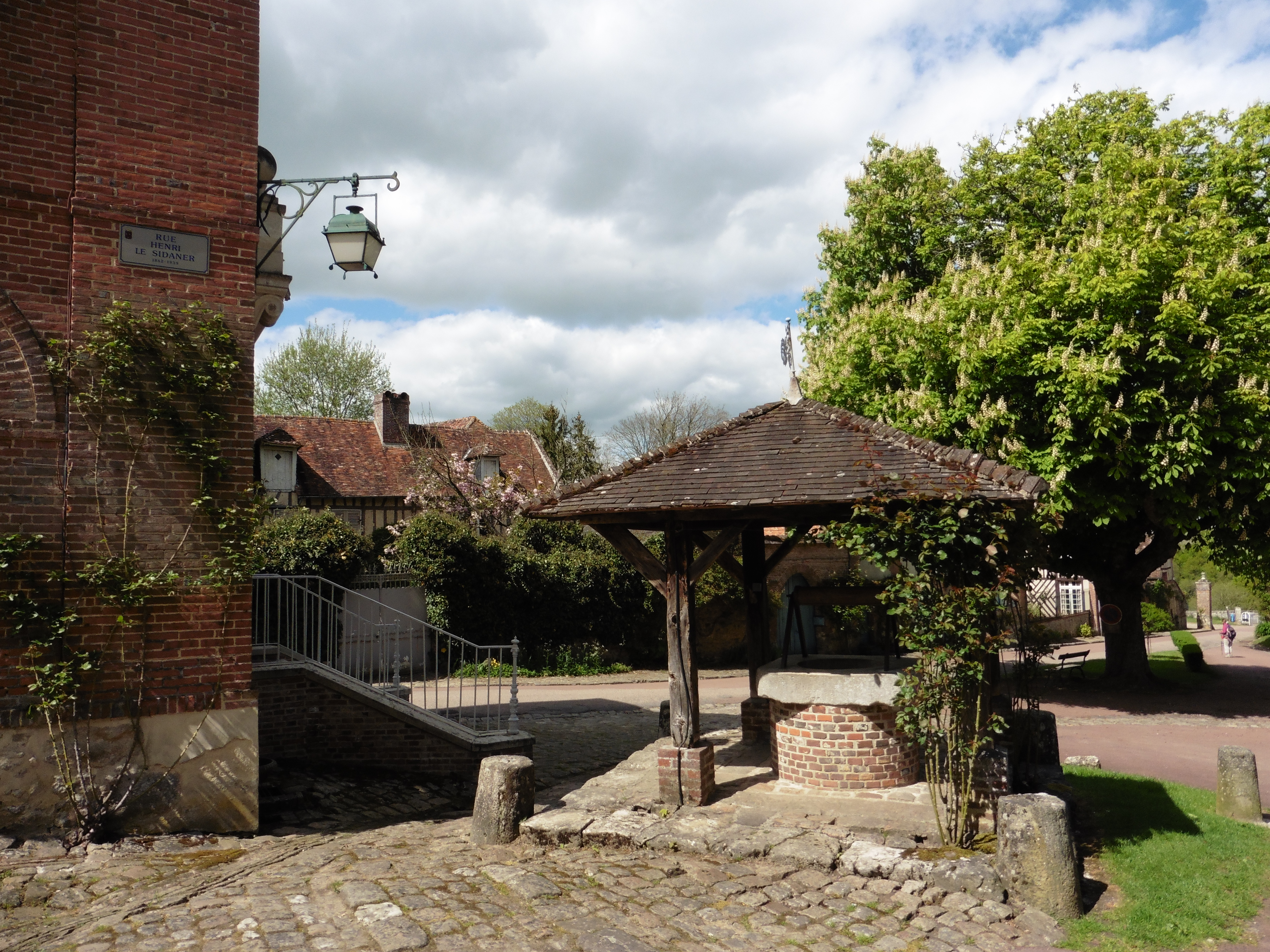
Le "Puits", 1 rue Henri-Le Sidaner.
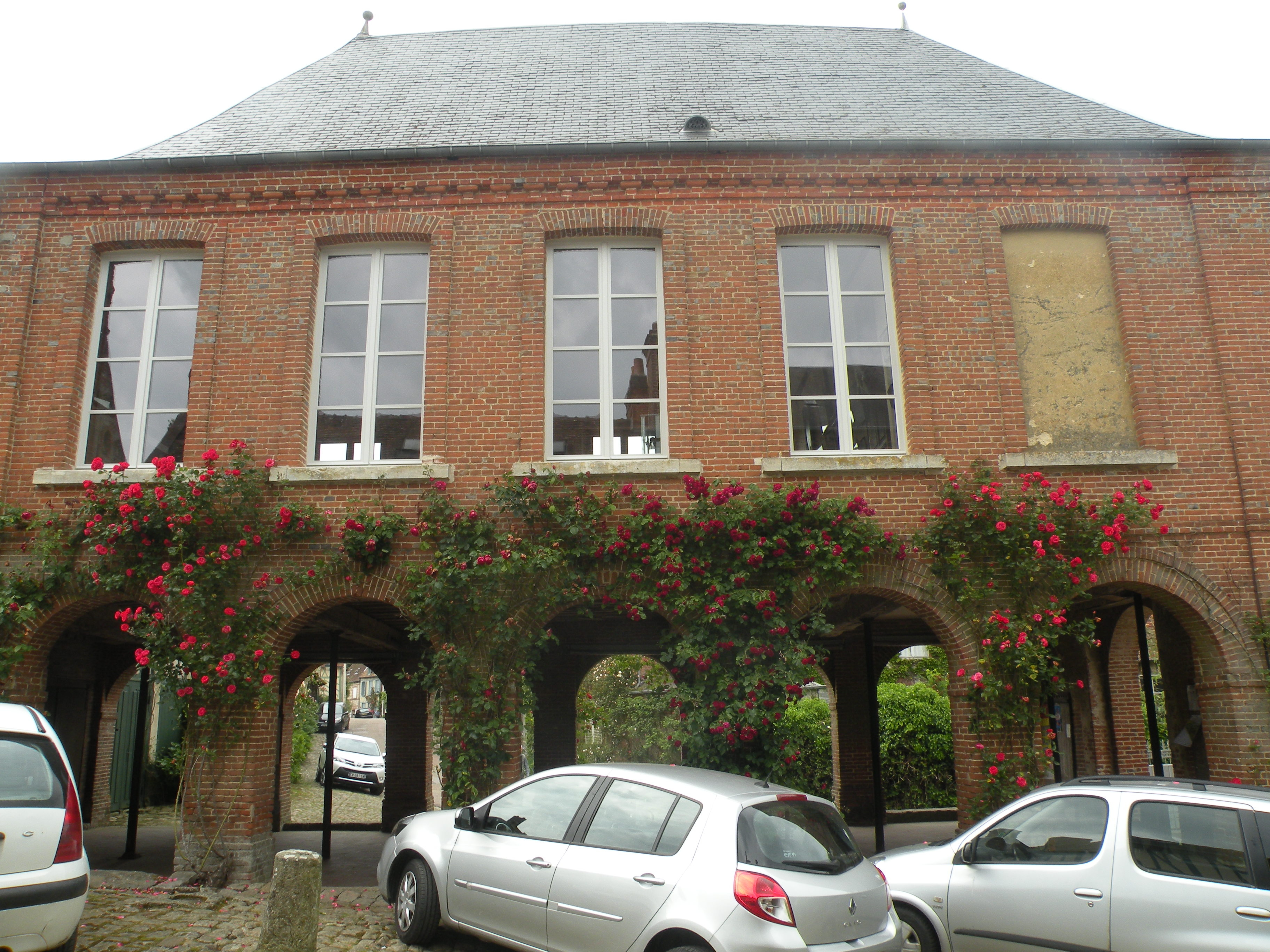
La halle.
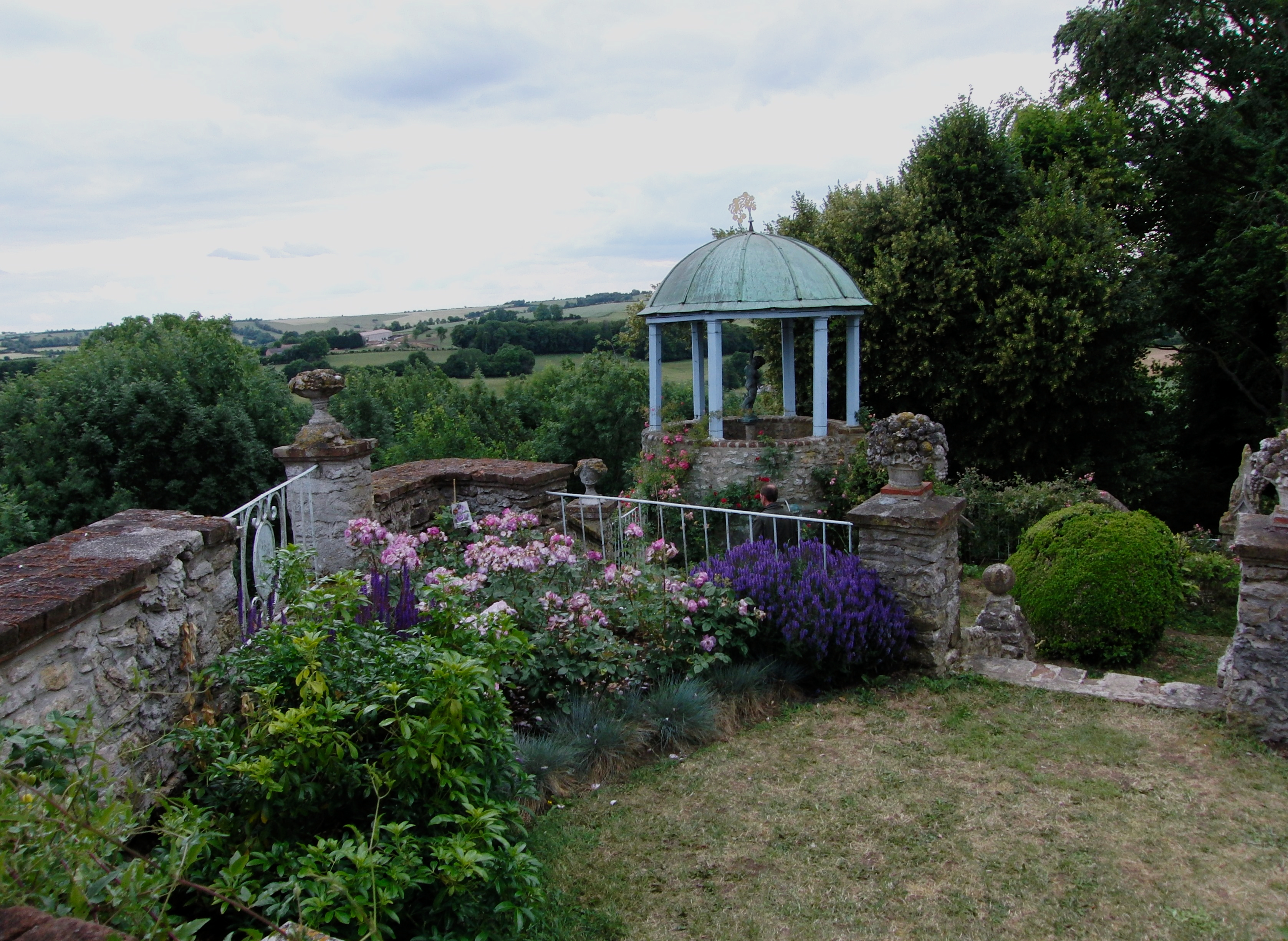
Jardins Henri-Le Sidaner.
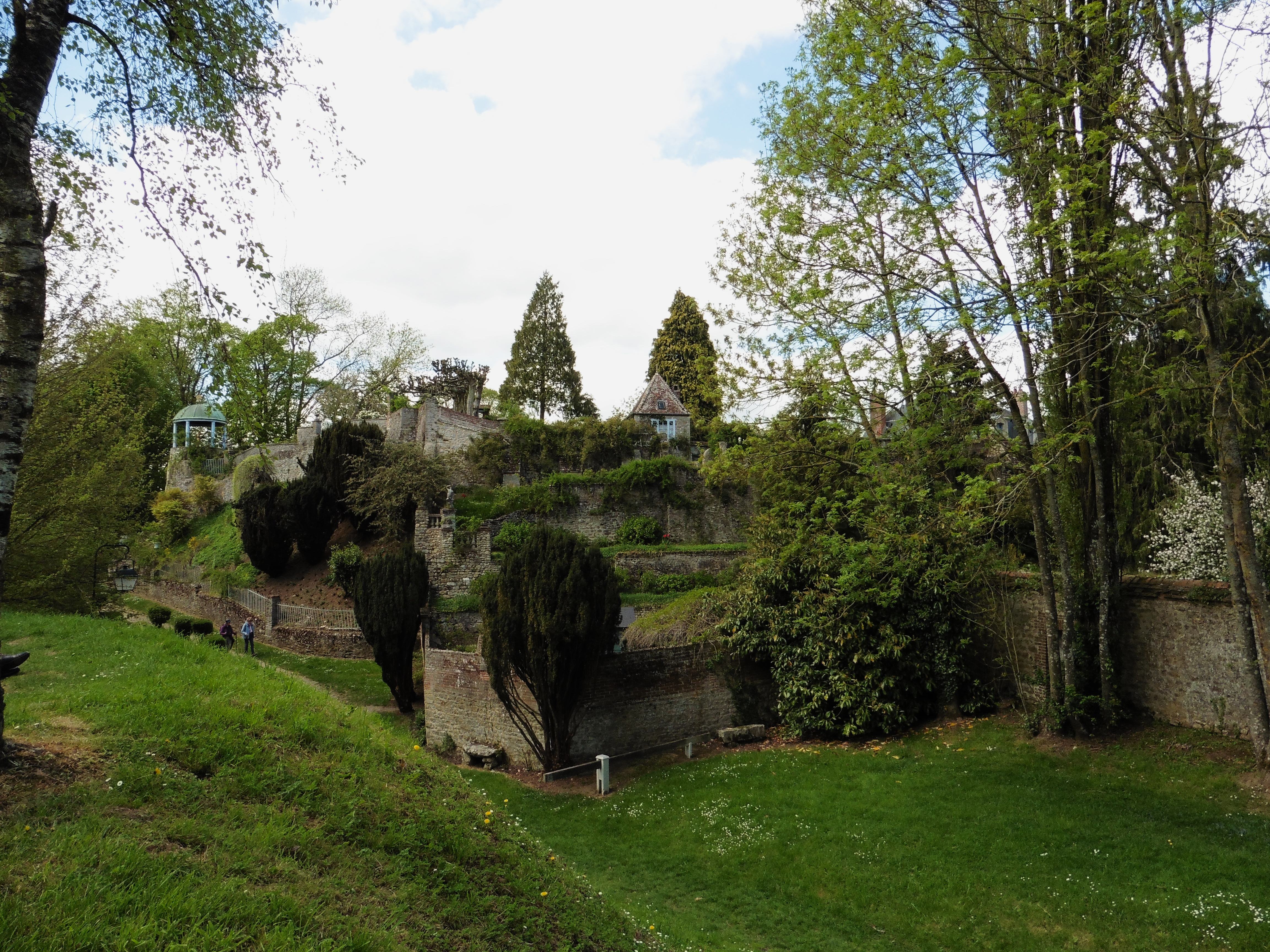
Jardins Henri-Le Sidaner.
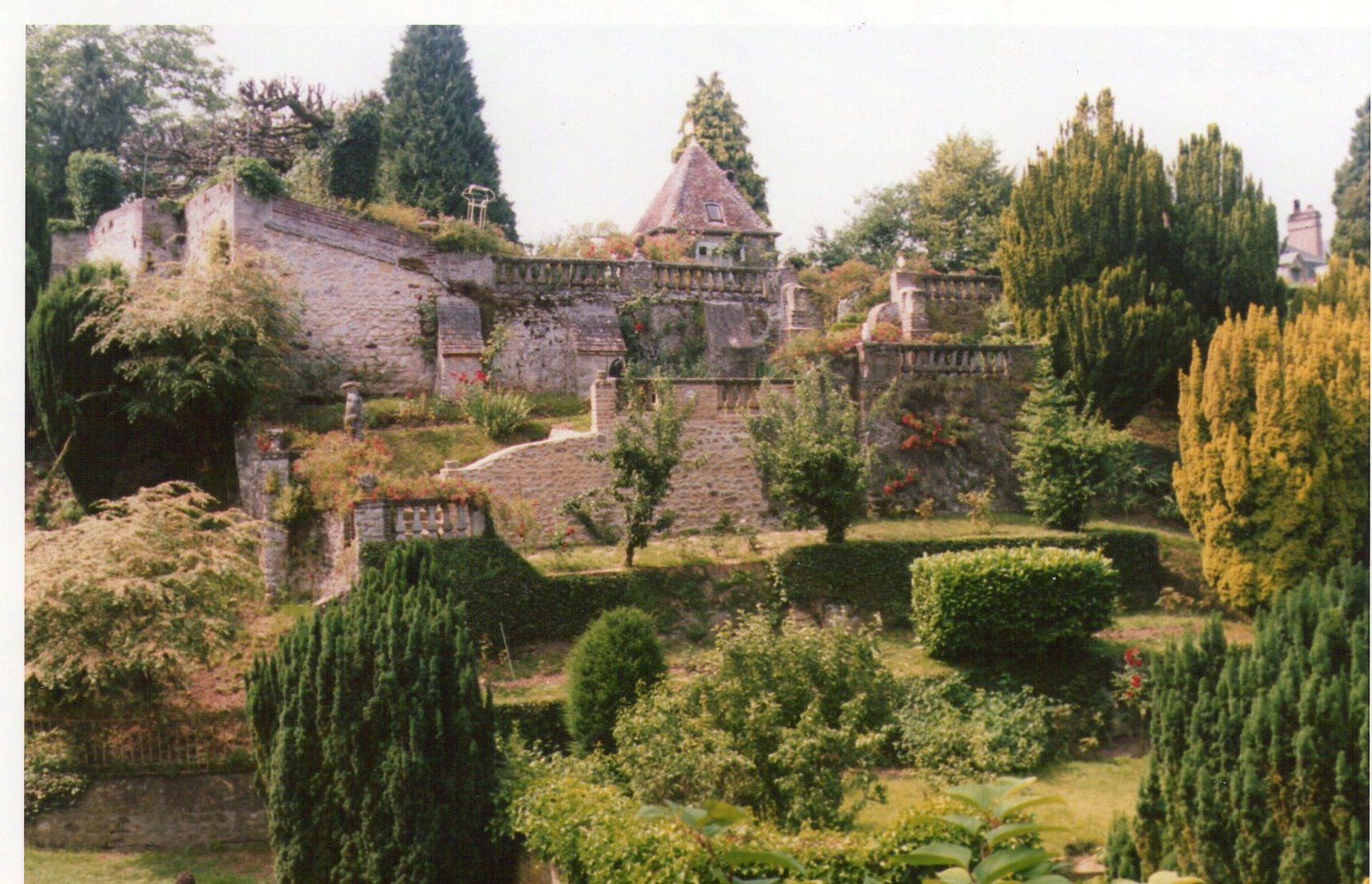
Jardins Henri-Le Sidaner.
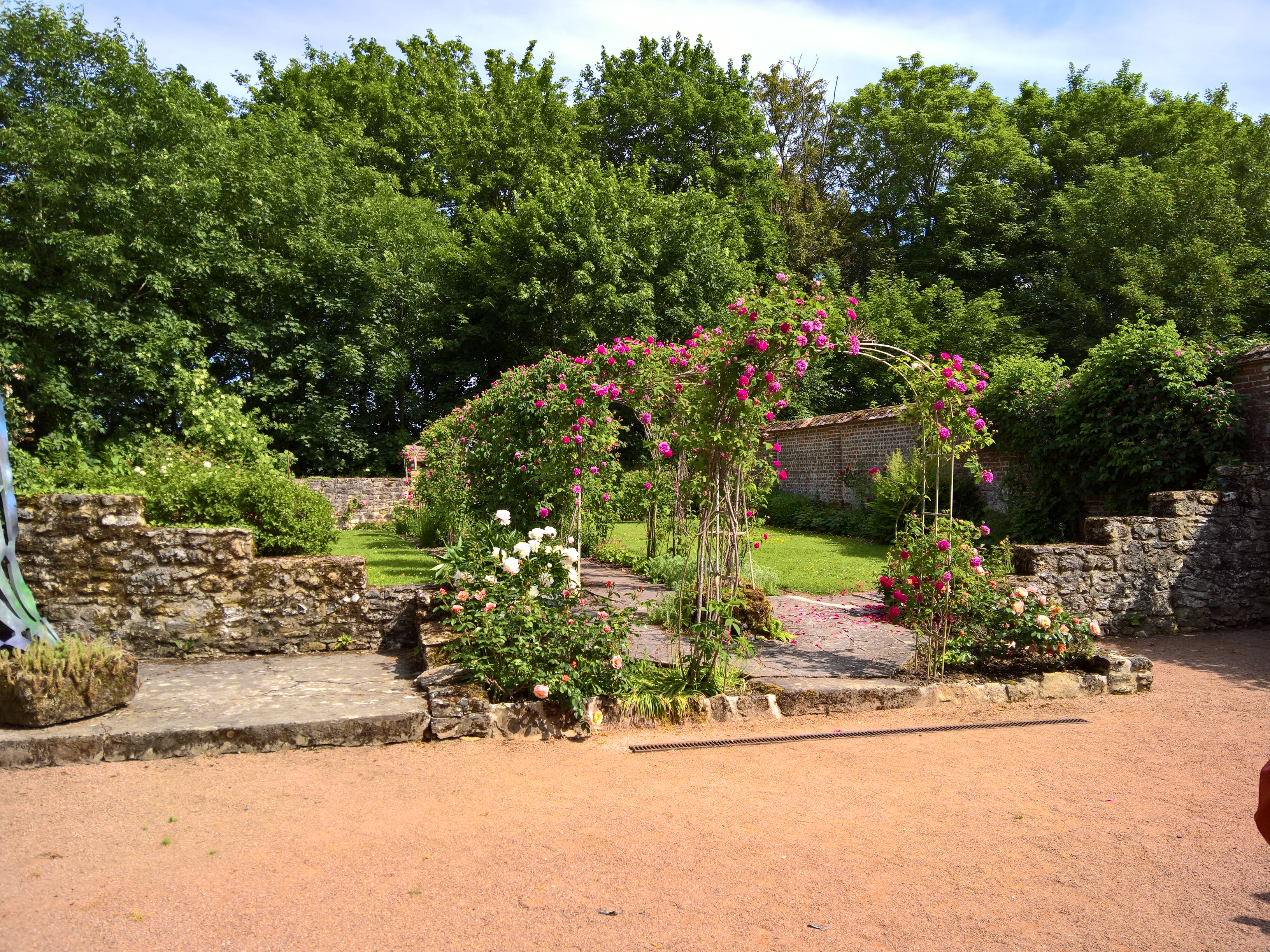
Jardin de l'office du tourisme de la CCPV
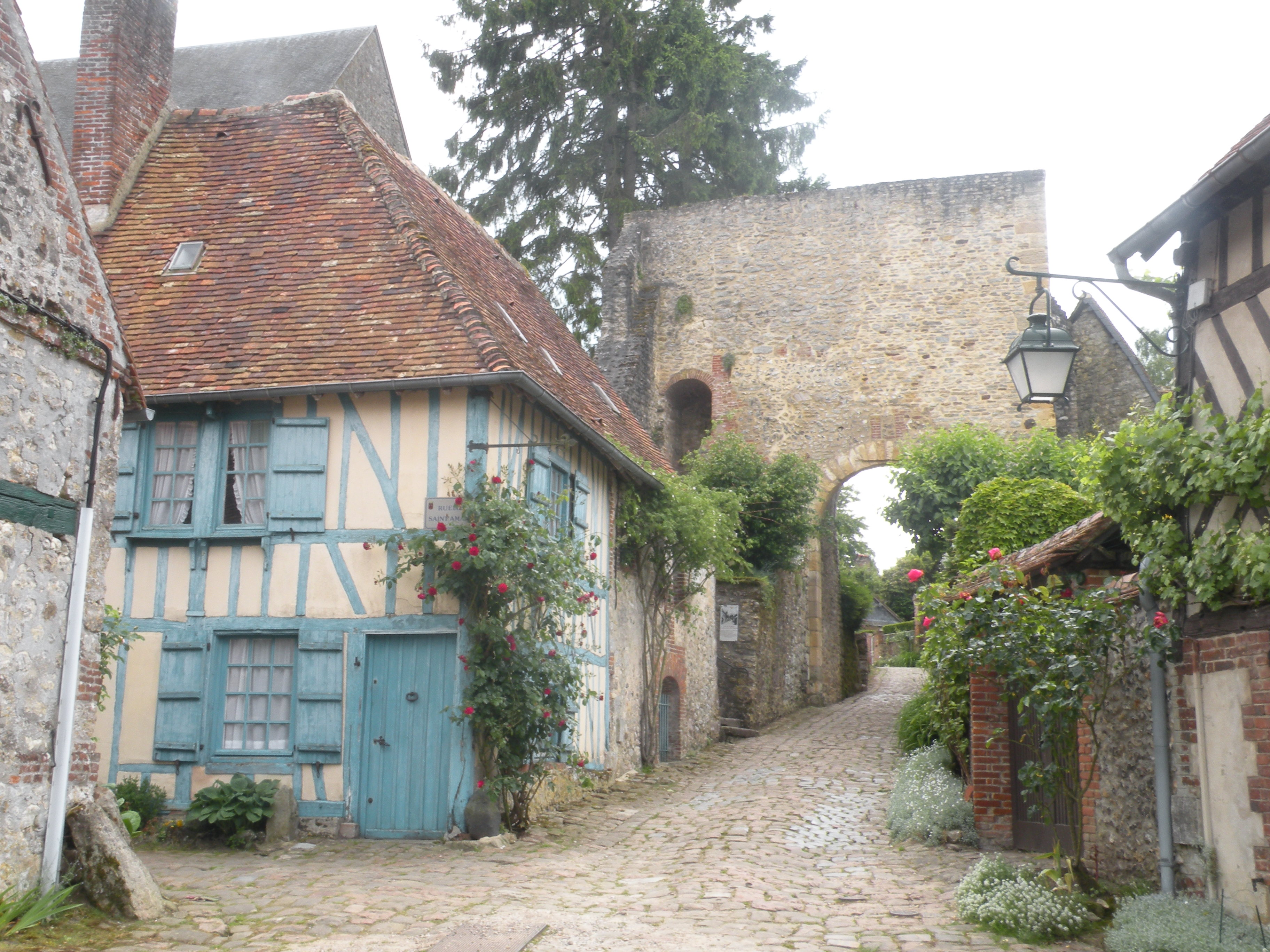
La tour porte et la maison bleue.

### Personnalités liées à la commune
- Eustache Du Caurroy, musicien et compositeur français (Gerberoy, 4 février 1549 - Paris 7 août 1609).
- Jean-Marie Ricard (1622-1678), jurisconsulte.
- Henri-Eugène Le Sidaner, (1862-1939), peintre français post-impressionniste, y acquit une maison et y passa une grande partie de son temps de 1901 à 1939 ; il est à l'origine de la renaissance de Gerberoy ; il fut cofondateur de la Société des Amis de Gerberoy et du musée communal ; il créa dans sa propriété de Gerberoy un jardin paysager remarquable.
- René Pinon (1870-1958), historien, chroniqueur politique à la Revue des deux Mondes et à Radio Tour Eiffel, professeur à Sciences Po, auteur de nombreux ouvrages d'histoire des relations internationales, et ardent dénonciateur du génocide arménien, s'intéressa beaucoup au site et à son histoire ; demeurant dans la commune voisine de Songeons, il fut lui aussi cofondateur, puis président, de la Société des Amis de Gerberoy, auteur d'articles sur la bataille de 1435, et il écrivit en 1935 un ouvrage de luxe à tirage limité, intitulé Gerberoy, dont Henri Le Sidaner illustra la couverture.
- Pierre Dumayet[pourquoi ?]
- Jean Tardieu résida à Gerberoy dans le courant des années 1980 à 1995.
- Alexandre Tarta, réalisateur de télévision[pourquoi ?].

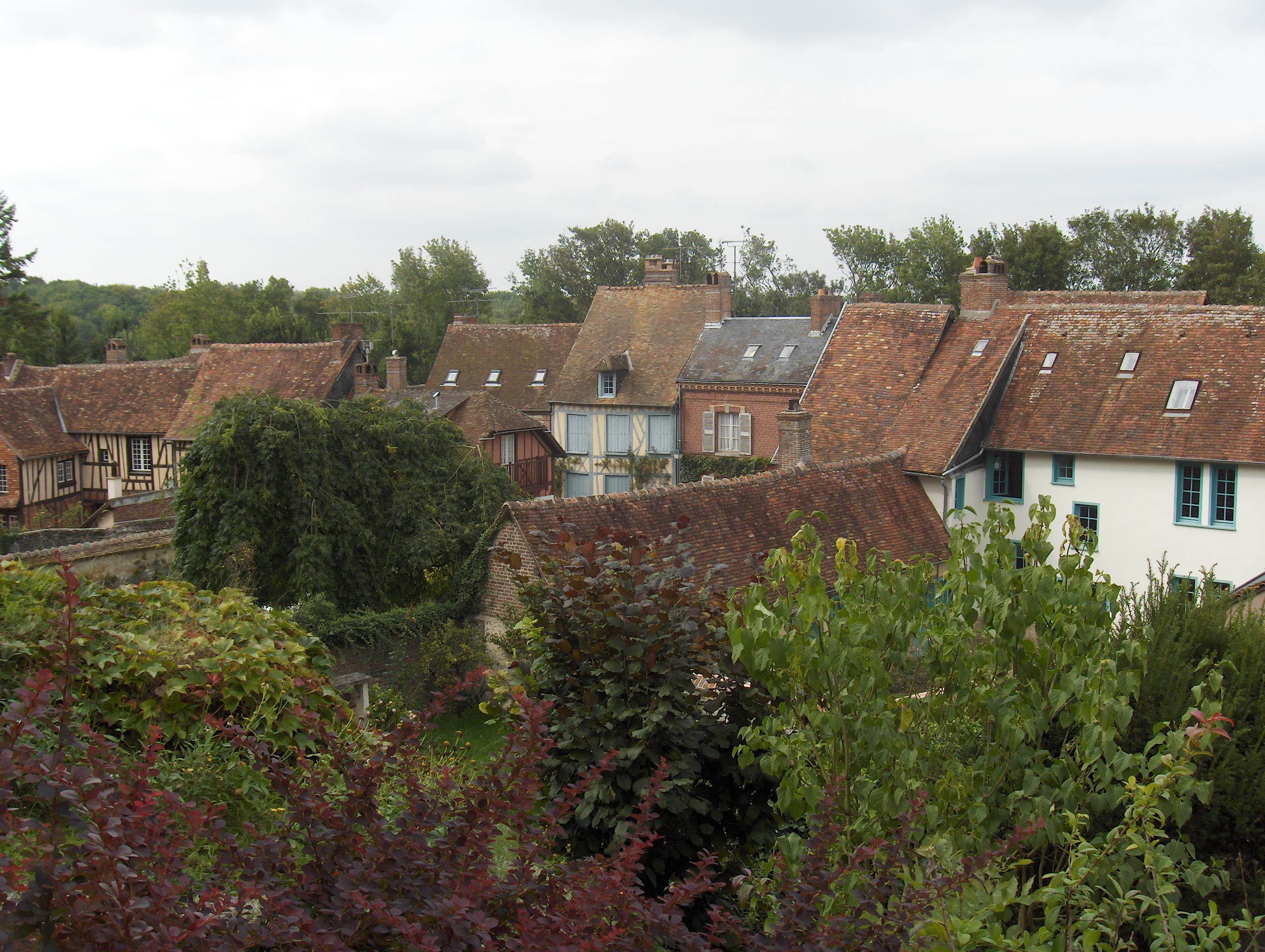
Toits de Gerberoy.

- Louis Pons, artiste[réf. nécessaire]

### Gerberoy dans les arts
Quelque soixante-dix tournages[réf. nécessaire] ont été recensés à Gerberoy dont le dernier en date Le Retour du héros : quatre jours de tournage entre le 9 et le 12 mai 2017, époque 1810. Des scènes tournées en décor naturel, avec pour toiles de fond le clocher de Gerberoy, le puits à auvent, l'hôtel de ville XVIIIe siècle, la maison bleue (scène de la descente de la diligence avec Jean Dujardin en clochard).

### Héraldique
| Armes de Gerberoy | Les armes de Gerberoy se blasonnent ainsi : D'azur aux trois gerbes de blé d'or. |